# Glee: The Music, The Power of Madonna
Albums de Glee
Glee: The Music, Volume 2
(2009) Glee: The Music, Volume 3 - Showstoppers
(2010)
Glee: The Music, The Power of Madonna est un EP regroupant des chansons entendues au cours du 15e épisode de la première saison de la série télévisée Glee, intitulé La Puissance de Madonna. Cet épisode a la particularité de ne reprendre que des titres issus du répertoire de Madonna. Il est sorti le 20 avril 2010 aux États-Unis, jour de la diffusion de l'épisode.

## Liste des chansons
| 1.    | Express Yourself                         | Madonna, Stephen Bray                                | 4:01 |
| 2.    | Borderline / Open Your Heart             | Reggie Lucas / Madonna, Gardner Cole, Peter Rafelson | 2:18 |
| 3.    | Vogue                                    | Madonna, Shep Pettibone                              | 5:15 |
| 4.    | Like a Virgin (featuring Jonathan Groff) | Tom Kelly, Billy Steinberg                           | 3:17 |
| 5.    | 4 Minutes                                | Madonna, Timbaland, Justin Timberlake, Danja         | 3:11 |
| 6.    | What It Feels Like for a Girl            | Madonna, Guy Sigsworth, David Torn                   | 4:32 |
| 7.    | Like a Prayer                            | Madonna, Patrick Leonard                             | 4:32 |
| 27:16 |                                          |                                                      |      |

| 8. | Burning Up | Madonna | 3:06 |

## Classements
| Pays                | Meilleure Position | Certifications | Ventes  |
| ------------------- | ------------------ | -------------- | ------- |
| Australie           | 10                 |                | 14 768  |
| Belgique (Wallonie) | 97                 |                |         |
| Canada              | 1                  |                |         |
| Irlande             | 5                  |                |         |
| Mexique             | 34                 |                |         |
| Pays-Bas            | 93                 |                |         |
| Royaume-Uni         | 4                  |                | 68 000  |
| États-Unis          | 1                  |                | 235 000 |

## Certifications
| Pays              | Certification | Unités certifiées |
| ----------------- | ------------- | ----------------- |
| Royaume-Uni (BPI) | Argent        | 60 000            |